# Sèvremont
Sévremont es una comuna nueva francesa situada en el departamento de Vandea, de la región de Países del Loira.

## Historia
Fue creada el 1 de enero de 2016, en aplicación de una resolución del prefecto de Vandea de 18 de diciembre de 2015 con la unión de las comunas de La Flocellière, La Pommeraie-sur-Sèvre, Les Châtelliers-Châteaumur y Saint-Michel-Mont-Mercure, pasando a estar el ayuntamiento en la antigua comuna de La Flocellière.

## Demografía
| Gráfica de evolución demográfica de Sèvremont entre 1800 y 2013 |
|                                                                 |

Los datos entre 1800 y 2013 son el resultado de sumar los parciales de las cuatro comunas que forman la nueva comuna de Sévremont, cuyos datos se han cogido de 1800 a 1999, para las comunas de La Flocellière, La Pommeraie-sur-Sèvre, Les Châtelliers-Châteaumur y Saint-Michel-Mont-Mercure de la página francesa EHESS/Cassini. Los demás datos se han cogido de la página del INSEE.

## Composición
| Comuna delegada            | Código INSEE | Población (2013) | Superficie (km²) | Densidad (hab./km²) |
| -------------------------- | ------------ | ---------------- | ---------------- | ------------------- |
| La Flocellière             | 85090        | 2623             | 29.19            | 90                  |
| La Pommeraie-sur-Sèvre     | 85180        | 1053             | 15.56            | 68                  |
| Les Châtelliers-Châteaumur | 85063        | 716              | 18.13            | 39                  |
| Saint-Michel-Mont-Mercure  | 85257        | 2024             | 25.76            | 79                  |